# Veit Scherzer
Veit Scherzer, né le 30 avril 1959 à Bayreuth, est un phalériste, écrivain et éditeur allemand. Son livre Die Ritterkreuzträger 1939-1945 est l'un des ouvrages de référence sur ce sujet.

## Biographie
Le beau-père de Veit Scherzer, auquel il est confronté à l'âge de 11 ans, est sous-officier pendant la Seconde Guerre mondiale. Veit Scherzer travaille comme opticien indépendant jusqu'en 1993. En 1990, il fonde la « Scherzers Militaer-Verlag » à Bayreuth (les premiers noms de la société sont « Scherzer's Militair-Verlag » et « Scherzers Militaire-Verlag »), qui publie des ouvrages de Veit Scherzer et d'autres auteurs sur les médailles et décorations, les études d'uniformes et histoire militaire. La maison d'édition est basée à Ranis de 1993 à 2011. Elle opère sous le nom de « Verlag Veit Scherzer » depuis 2014. L'éditeur publie la série Deutsche Truppen im Zweiten Weltkrieg depuis 2007.
Jusqu'en 2015, Veit Scherzer est membre du Comité allemand pour l'histoire de la Seconde Guerre mondiale au Centre d'histoire militaire et des sciences sociales de la Bundeswehr (de).

## Travaux
Veit Scherzer publie environ trente-cinq livres et cent essais.
- (de) Die Träger des deutschen Kreuzes in Gold der Luftwaffe 1941–1945, Bayreuth, Scherzer’s Militair-Verlag, 1992 (ISBN 3-925480-10-2).
- (de) Deutsche Truppen im 2. Weltkrieg, t. 1, Bayreuth, Scherzer’s Militair-Verlag, 1993 (ISBN 3-925480-16-1).
- (de) Die Inhaber der Anerkennungsurkunde des Oberbefehlshabers des Heeres für Flugzeugabschüsse 1941–1945, Ranis, Scherzer’s Militair-Verlag, 1994.
- (de) U-668. Die Unternehmungen eines Nordmeer-U-Bootes, Norderstedt, Patzwall, 1998 (ISBN 3-931533-34-4).
- (de) Entwicklung der Waffen-SS-Brigaden und -Divisionen 1939–1945, Ranis, Scherzers Militaire-Verlag, 2003 (ISBN 3-938392-97-5).
- (de) Kommandeurliste der Flakartillerie 1945, Ranis, Scherzers Militaire-Verlag, 2005 (ISBN 3-938845-01-5).
- (de) Die Ritterkreuzträger 1939–1945, Ranis, Scherzers Militaer-Verlag.
  - Hauptband, 2005  (ISBN 3-938845-00-7). 2. Auflage, 2007  (ISBN 978-3-938845-17-2).
  - Ergänzungsband, 2006  (ISBN 3-938845-15-5).
  - Dokumente, 2006  (ISBN 3-938845-09-0).
- (de) Folgende Ritterkreuzträger sind gefallen, Ranis, Scherzers Militaer-Verlag, 2006 (ISBN 3-938845-03-1).
- (de) 113. Infanterie-Division, Ranis, Scherzers Militaer-Verlag, 2007 (ISBN 978-3-938845-05-9).
- (de) Deutsche Truppen im 2. Weltkrieg, Ranis, Scherzers Militaer-Verlag.
  - Tome 1/A, 2007  (ISBN 978-3-938845-07-3).
  - Tome 1/B, 2007  (ISBN 978-3-938845-12-7).
  - Tome 2, 2007  (ISBN 978-3-938845-08-0).
  - Tome 3, 2008  (ISBN 978-3-938845-13-4).
  - Tome 4, 2008  (ISBN 978-3-938845-14-1).
- (de) Das Deutsche Kreuz 1941–1945  (avec Klaus D. Patzwall), Norderstedt, Patzwall.
  - Tome 1, 2007  (ISBN 978-3-931533-46-5).
  - Tome 2, 2001  (ISBN 3-931533-45-X).
- (de) Ohne Ritterkreuz und Eichenlaub. Die Erlebnisse eines Nachtjagdpiloten 1940–1945.  (avec Martin Terlaak), Ranis, Scherzers Militaer-Verlag, 2009 (ISBN 978-3-938845-20-2).
- (de) 46. Infanterie-Division. Krim – Kaukasus – Kubanbrückenkopf – Isjum – Jassy. Weg und Einsatz einer fränkisch-sudetendeutschen Infanterie-Division 1938–1945, Ranis, Scherzers Militaer-Verlag, 2009 (ISBN 978-3-938845-19-6).
- (de) Die personellen Verluste der deutschen Nachtjagdgeschwader 1940–1945. Nach amtlichen Verlustmeldungen der Geschwader an das Reichsluftfahrtministerium, Ranis, Scherzers Militaer-Verlag, 2010 (ISBN 978-3-938845-21-9).
- (de) Bowlen und Pünsche zum Manöver- und Feldgebrauch der deutschen Armee, Bayreuth, Scherzers Militaer-Verlag, 2012 (ISBN 978-3-938845-41-7).
- (de) Das Auszeichnungssystem der Wehrmacht, Bayreuth, Scherzers Militaer-Verlag, 2014 (ISBN 978-3-938845-62-2).
- (de) „Ich konnte vom Dienst nicht genug bekommen.“ Mein Stiefvater, der Unteroffizier Adolf R., Bayreuth, Scherzers Militaer-Verlag, 2016 (ISBN 978-3-938845-61-5).
- (de) Himmlers militärische Elite. Die höchst dekorierten Angehörigen der Waffen-SS, Bayreuth, Verlag Veit Scherzer.
  - Tome 1, A–Ka, 2014  (ISBN 978-3-938845-26-4).
- (de) Das Auszeichnungssystem der Wehrmacht, Bayreuth, Verlag Veit Scherzer, 2015 (ISBN 978-3-938845-62-2).
- (de) Sous le signe SS. Französische Freiwillige in der Waffen-SS, Bayreuth, Verlag Veit Scherzer, 2018 (ISBN 978-3-938845-54-7).
- (de) Dortenmanns „Fliegers“: Die Erlebnisse des Ritterkreuzträgers Hans Dortenmann 1943/44 als Jagdflieger an der Ostfront und als Staffelkapitän 1944/45 an der Invasionsfront und in der Reichsverteidigung, Bayreuth, Verlag Veit Scherzer, 2020 (ISBN 978-3-938845-74-5).